# نماسینی
نماسینی یا نمازینی (به یونانی: Mνημοσύνη)(به انگلیسی: Mnemosyne) در اساطیر یونان تجسم شخصیتی حافظه و خالق لغت، فرزند اورانوس و گایا است. او یکی از سه موز ارشد است و از زئوس صاحب نه موز کوچک‌تر شد.